# 沪昆高速铁路
沪昆高速铁路，又名沪昆客运专线，简称沪昆高铁、沪昆客专，是中国一条東西方向的高速鐵路，於2016年12月28日全線通车。全线东起上海市，途径浙江省杭州市、江西省南昌市、湖南省长沙市、贵州省贵阳市等省会城市，西到云南省昆明市，全长2266公里，设计时速为350km/h，目前实际运营时速300-350km/h（其中上海虹桥站至杭州东站运营时速310km/h，杭州东站至长沙南站运营时速350km/h，其余路段300km/h）。该线是客运专线，作为“沪昆通道”也是中国2008年调整《中长期铁路网规划》中“四纵四横”铁路快速客运通道之一，以及2016年修订的《中长期铁路网规划》中“八纵八横”高速铁路主通道之一，服务华东沿海地区、华中地区、西南地区。为目前中国线路里程最长、经过省份最多的东西向高速铁路。根据2017年11月的报道，因部分路段存在安全问题，沪昆高铁长昆段存在多处限速点，在部分路段列车甚至只能以时速70公里的低速通过（贵州北盘江大桥前后隧道）。

## 路線走向
沪昆高速铁路由沪杭客运专线、杭长客运专线以及长昆客运专线组成，其中：
- 上海至浙江杭州，全长159.2千米，87%为桥梁工程，设计速度为350公里/小时。工程于2009年2月26日动工兴建，于2010年10月26日通车营运。
- 浙江杭州至湖南长沙，设计速度为350公里/小时，线路全长921.426公里，其中浙江省294公里，江西省522公里，湖南省境内105公里。于2009年12月22日开工，其中西段的南昌西站到长沙南站区段已于2014年9月16日开通运营，剩余南昌西站到杭州东站已于2014年12月10日开通运营。
- 湖南长沙至云南昆明，线路全长1167公里，长沙南-昆明南段设计时速300公里，预留进一步提速到350公里的条件。于2010年3月26日召开建设动员大会，9月正式开工建设[3]。2014年12月16日，长沙南至新晃西段开通运营，初期运营时速300公里[4]。2015年6月18日，新晃西至贵阳北段开通运营。2016年12月28日全線通車。

## 歷史
2004年，国务院通过《中长期铁路网规划》中“四纵四横”客运专线之一的杭州—长沙客运专线。
2005年6月杭州—长沙客运专线得到国家批复。专线从浙江杭州开始，经过江西南昌到达湖南长沙，全长883.28公里，总投资为1161.16亿元。
2008年7月初，铁道部在中央安排下重新制定了新的《中长期铁路网规划》。向西途经贵州贵阳延伸至云南昆明，并将沪杭段纳入。全路最终形成总长2266公里的沪昆高速铁路。2008年11月，国家出台4万亿经济刺激计划，该项目列入铁路建设名单行列。
2009年2月26日，沪昆高铁沪杭段率先开工，同年12月22日，杭长段开工，次年9月，长昆段开工。
沪杭段已于2010年10月26日通车；南昌至长沙段于2014年9月16日通车。
2014年12月10日起沪昆高速铁路杭州东至南昌西段正式开通运营。至此，杭州东至长沙南高铁全线开通运营。
2014年12月16日8时40分，G6409次首发列车由长沙南站前往怀化南站，列车风驰电掣驶向大湘西。1小时41分钟后，列车平稳抵达怀化火车南站，沪昆高铁湖南段正式开通运营。
2015年4月9日，中国铁路总公司再次给沪昆高铁贵州段配属的两组CRH380A动车组抵达贵阳。据介绍，这两组动车组于4月7日从武汉出发，4月9日晚21时许到达贵阳北动车所，一组型号是CRH380A-2764、另外一组是CRH380A-2765，均为全新动车组，加上之前已经到达的两组，目前贵阳北动车所已有4组CRH380A动车组。
2015年4月19日，中国铁路总公司“和谐号”CRH380AJ—0202高速综合检测列车（简称动检车，俗称“黄医生”）首次在沪昆高铁贵长客专以时速330公里试跑，这是本次联调联试的最高速度，也是迄今为止贵州高铁最高试验速度。贵阳北至凯里南全程用时仅32分钟。
2015年4月21日，根据计划，除了CRH380AJ-0202高铁综合检测列车（简称动检车，俗稱：黄医生）继续在贵阳北站至三穗站区间进行逐级提速试跑外，还将首次进行动车组重联（2组动车连接在一起）试跑。
2015年6月18日，沪昆高铁长昆（新晃西至贵阳北）段开通运营。沪昆高铁的长昆贵阳北至黔滇两省交会段预计2016年6月中旬完成；云南段（黔滇两省交会处至昆明南）铺轨已经于2015年12月25日展开，2016年4月28日完成铺轨。
2016年6月16日下午，随着中国中铁五局的牵引机车将最后一段500米长钢轨顺利铺设在沪昆高铁贵阳枢纽工程段圣泉特大桥上，历时8年分段建设、分段开通运营的沪昆高铁实现全线轨通，为年底全线通车运营奠定了坚实基础。
2016年7月5日，沪昆高铁云南段启动联调联试工作，标志着沪昆高铁全线通车运营进入倒计时，
2016年12月28日，沪昆高铁贵阳北－昆明南463公里路段於當日通車，沪昆高铁全线貫通，从上海到昆明，運行時間由過去的35小时34分钟，縮減至約10小时。沪昆高铁云南段开通后，昆明南站于12月28日10时开行往贵阳北站方向的首发动车，当天开行昆明南至贵阳北的高速动车组列车6.5对、昆明南至长沙南的高速动车组列车1对。而昆明南站经沪昆高铁前往其他城市方向的列车则于2017年1月5日铁路实行新的列车运行图后开行。
2025年7月1日，沪昆高铁杭长段正式按350km/h运营，并安排开行停站少、速度快、旅时短的标杆列车46列，较现图增加36列，每日7时至18时间的整点时段，安排上海地区始发1至3列标杆列车，满足不同时段旅客高品质出行需求，沿线主要城市间旅行时间明显压缩，进一步密切长三角与中西部地区联系。调图后，上海至南昌、长沙分别最快2小时46分、4小时可达，较现图分别压缩14分、22分；上海至贵阳、昆明、南宁、重庆分别最快6小时54分、9小时35分、9小时33分、8小时59分可达，较现图分别压缩1小时18分、2小时3分、1小时47分、1小时28分。

## 车站
| 车站     | 运价里程 | 所在地 | 所在地                 | 所在地               | 到发线数目 | 连接铁路                                                                            | 城市轨道交通换乘路线 | 备注             |
| -------- | -------- | ------ | ---------------------- | -------------------- | ---------- | ----------------------------------------------------------------------------------- | --- | ---------------- |
| 上海虹桥 | 0        | 上海市 | 上海市                 | 闵行区               | 16台30线   | 京沪高速铁路 沪宁城际铁路联络线 沪苏湖铁路                                          | 上海轨道交通2号线 上海轨道交通10号线 上海轨道交通17号线 上海轨道交通机场联络线 上海轨道交通嘉闵线（建设中） 上海轨道交通示范区线（建设中） |                  |
| 上海松江 | 31       | 上海市 | 上海市                 | 松江区               | 9台23线    | 沪苏湖铁路 沪昆铁路                                                                 | 上海轨道交通9号线 |                  |
| 金山北   | 48       | 上海市 | 上海市                 | 金山区               | 2台4线     |                                                                                     | 上海轨道交通南枫线（建设中） |                  |
| 嘉善南   | 67       | 浙江省 | 嘉兴市                 | 嘉善县               | 2台4线     |                                                                                     | |                  |
| 嘉兴南   | 84       | 浙江省 | 嘉兴市                 | 南湖区               | 4台8线     |                                                                                     | 嘉兴有轨电车T1线 |                  |
| 桐乡     | 112      | 浙江省 | 嘉兴市                 | 桐乡市               | 2台4线     |                                                                                     | |                  |
| 海宁西   | 133      | 浙江省 | 嘉兴市                 | 海宁市               | 2台4线     |                                                                                     | 杭海城际铁路 |                  |
| 临平南   | 144      | 浙江省 | 杭州市                 | 临平区               | 2台4线     |                                                                                     | 杭州地铁9号线 杭海城际 |                  |
| 杭州东   | 159      | 浙江省 | 杭州市                 | 上城区               | 15台30线   | 宁杭客运专线 杭甬客运专线 沪昆铁路                                                  | 杭州地铁1号线 杭州地铁4号线 杭州地铁6号线 杭州地铁19号线                                                                                   |                  |
| 杭州南   | 175      | 浙江省 | 杭州市                 | 萧山区               | 7台21线    | 杭甬客运专线 杭昌客运专线 沪昆铁路 萧甬铁路 沪昆铁路绕行线                          | 杭州地铁5号线 |                  |
| 诸暨     | 225      | 浙江省 | 绍兴市                 | 诸暨市               | 4台10线    | 沪昆铁路                                                                            | |                  |
| 义乌     | 268      | 浙江省 | 金华市                 | 义乌市               | 11台27线   | 沪昆铁路 甬金铁路 杭温高速铁路                                                      | 金华轨道交通金义东线（车站暂未开通） |                  |
| 金华     | 320      | 浙江省 | 金华市                 | 婺城区               | 6台15线    | 沪昆铁路 金温铁路 金千铁路 新金温铁路 金建铁路（建设中）                            | 金华轨道交通金义东线 |                  |
| 龙游     | 369      | 浙江省 | 衢州市                 | 龙游县               | 3台8线     | 沪昆铁路 衢丽铁路（建设中）                                                         | |                  |
| 衢州     | 398      | 浙江省 | 衢州市                 | 柯城区               | 6台18线    | 沪昆铁路 衢九铁路 衢宁铁路                                                          | |                  |
| 江山     | 428      | 浙江省 | 衢州市                 | 江山市               | 6台16线    | 沪昆铁路 杭衢铁路（建设中）                                                         | |                  |
| 玉山南   | 466      | 江西省 | 上饶市                 | 玉山县               | 2台5线     |                                                                                     | |                  |
| 上饶     | 500      | 江西省 | 上饶市                 | 信州区               | 7台19线    | 合福客运专线 沪昆铁路 峰福铁路                                                      | |                  |
| 弋阳     | 560      | 江西省 | 上饶市                 | 弋阳县               | 3台9线     | 沪昆铁路                                                                            | |                  |
| 鹰潭北   | 601      | 江西省 | 鹰潭市                 | 贵溪市               | 3台7线     |                                                                                     | | 位于信江新区     |
| 抚州东   | 644      | 江西省 | 抚州市                 | 东乡区               | 2台4线     |                                                                                     | | 与东乡站为同城站 |
| 进贤南   | 683      | 江西省 | 南昌市                 | 进贤县               | 2台4线     |                                                                                     | |                  |
| 南昌西   | 741      | 江西省 | 南昌市                 | 新建区               | 12台26线   | 昌九城际铁路 昌福铁路                                                               | 南昌地铁2号线 南昌地铁4号线 | 位于红谷滩新区   |
| 高安     | 788      | 江西省 | 宜春市                 | 高安市               | 2台4线     |                                                                                     | |                  |
| 新余北   | 868      | 江西省 | 新余市                 | 渝水区               | 2台5线     |                                                                                     | |                  |
| 宜春     | 917      | 江西省 | 宜春市                 | 袁州区               | 4台10线    | 沪昆铁路                                                                            | |                  |
| 萍乡北   | 978      | 江西省 | 萍乡市                 | 上栗县               | 3台7线     | 长赣铁路（建设中）                                                                  | | 位于萍乡开发区   |
| 醴陵东   | 1007     | 湖南省 | 株洲市                 | 醴陵市               | 2台4线     |                                                                                     | |                  |
| 长沙南   | 1083     | 湖南省 | 长沙市                 | 雨花区               | 13台28线   | 京广高速铁路                                                                        | 长沙地铁2号线 长沙地铁4号线 长沙磁浮快线                                                                                                   |                  |
| 湘潭北   | 1109     | 湖南省 | 湘潭市                 | 雨湖区               | 3台7线     |                                                                                     | 长沙地铁3号线 | 位于九华开发区   |
| 韶山南   | 1149     | 湖南省 | 湘潭市                 | 韶山市               | 2台5线     |                                                                                     | |                  |
| 娄底南   | 1208     | 湖南省 | 娄底市                 | 娄星区               | 4台8线     | 娄邵铁路联络线                                                                      | |                  |
| 邵阳北   | 1260     | 湖南省 | 邵阳市                 | 新邵县               | 2台4线     |                                                                                     | |                  |
| 新化南   | 1297     | 湖南省 | 娄底市                 | 新化县               | 2台4线     |                                                                                     | |                  |
| 溆浦南   | 1354     | 湖南省 | 怀化市                 | 溆浦县               | 2台4线     |                                                                                     | |                  |
| 怀化南   | 1415     | 湖南省 | 怀化市                 | 鹤城区               | 8台19线    | 怀衡铁路 张吉怀高速铁路                                                             | |                  |
| 芷江     | 1449     | 湖南省 | 怀化市                 | 芷江侗族自治县       | 2台4线     |                                                                                     | |                  |
| 新晃西   | 1503     | 湖南省 | 怀化市                 | 新晃侗族自治县       | 2台4线     |                                                                                     | |                  |
| 铜仁南   | 1522     | 贵州省 | 铜仁市                 | 玉屏侗族自治县       | 2台5线     | 吉玉鐵路                                                                            | | 大宗坪技术站分支 |
| 三穗     | 1570     | 贵州省 | 黔东南苗族侗族自治州   | 三穗县               | 2台4线     |                                                                                     | |                  |
| 棉花坪   |          | 贵州省 | 黔东南苗族侗族自治州   | 台江县               | 2台4线     |                                                                                     | | 越行站           |
| 凯里南   | 1662     | 贵州省 | 黔东南苗族侗族自治州   | 凯里市               | 3台7线     |                                                                                     | |                  |
| 贵定北   | 1729     | 贵州省 | 黔南布依族苗族自治州   | 贵定县               | 2台4线     |                                                                                     | |                  |
| 贵阳东   | 1779     | 贵州省 | 贵阳市                 | 乌当区               | 6台16线    | 渝贵铁路联络线 成贵客运专线 贵广客运专线 贵开城际铁路 贵阳市域环城快铁              | 贵阳地铁S2号线（规划中） |                  |
| 贵阳北   | 1789     | 贵州省 | 贵阳市                 | 观山湖区             | 15台32线   | 渝贵铁路 贵广客运专线 贵开城际铁路 成贵客运专线联络线 贵南客运专线 贵阳市域环城快铁 | 贵阳地铁1号线 贵阳地铁S2号线（规划中） |                  |
| 贵安     |          | 贵州省 | 贵阳市                 | 清镇市               | 3台8线     | 贵阳市域环城快铁 贵南客运专线                                                       | 贵阳地铁S1号线（建设中） | 暂未开通         |
| 平坝南   | 1844     | 贵州省 | 安顺市                 | 平坝区               | 2台4线     |                                                                                     | |                  |
| 安顺西   | 1890     | 贵州省 | 安顺市                 | 西秀区               | 3台7线     | 安六高速铁路                                                                        | |                  |
| 关岭     | 1935     | 贵州省 | 安顺市                 | 关岭布依族苗族自治县 | 2台6线     |                                                                                     | |                  |
| 普安县   | 2009     | 贵州省 | 黔西南布依族苗族自治州 | 普安县               | 2台4线     |                                                                                     | |                  |
| 盘州     | 2040     | 贵州省 | 六盘水市               | 盘州市               | 3台7线     | 盘兴铁路（建设中）                                                                  | |                  |
| 富源北   | 2072     | 云南省 | 曲靖市                 | 富源县               | 1台4线     |                                                                                     | |                  |
| 曲靖北   | 2124     | 云南省 | 曲靖市                 | 沾益区               | 3台7线     |                                                                                     | |                  |
| 旧县     |          | 云南省 | 曲靖市                 | 马龙区               | 2台4线     |                                                                                     | | 越行站           |
| 嵩明     | 2200     | 云南省 | 昆明市                 | 嵩明县               | 3台7线     | 渝昆高速铁路（建设中）                                                              | |                  |
| 昆明南   | 2252     | 云南省 | 昆明市                 | 呈贡区               | 16台30线   | 南昆客运专线 渝昆高速铁路（建设中） 昆玉铁路 环滇池铁路（规划中）                   | 昆明地铁1号线 昆明地铁4号线 |                  |

## 既有线联络线

### 杭州联络线
笕杭联络线位于浙江省杭州市上城区境内，将沪昆高铁和沪昆铁路相连。联络线于2010年随沪昆高速铁路沪杭段开通，使得沪杭高铁的列车在当时杭州东站尚未完工的情况下可通过该联络线驶入杭州站。同时在2014年沪昆高速铁路杭长段开通前也有部分既有线动车组列车通过该联络线驶入沪昆铁路直通运行，最远可至长沙。

### 南昌联络线
横岗联络线位于江西省南昌市南昌县向塘镇境内，将沪昆高铁和京九铁路相连。联络线于2018年7月20日开通，使得沪昆高速铁路的部分列车可直通运行至南昌站。联络线上行线路长3884米、下行线路长4510米。

### 昆明联络线
昆明联络线位于昆明市官渡区、呈贡区之间；将昆明站和昆明南站相连，于2012年开工建设，2017年6月18日启动联调测试，2017年9月5日通车。

## 事件
2017年6月底至7月初，沪昆高铁贵州段发现一些隧道存在偷工减料与施工质量问题。原设计时速350km/h的中国高铁最大跨度桥梁北盘江特大桥两侧隧道渗水严重，动车至此必须限速至70km/h低速通过。《中国铁路总公司关于沪昆高铁贵州段质量问题处理情况的通报》（铁总建设函〔2017〕839号）对相关施工单位、监理单位、设计单位、第三方检测单位、建设单位提出了处理意见：中铁二十局、中铁二十三局1年内停止接受参加铁路大中型建设项目施工投标，企业信用评价直接定为C级，承担相应质量问题直接经济损失的90%；中铁十七局、中铁二十二局企业信用评价总分扣2分；停止中铁二院参加满足其资格条件的铁路总公司建设项目设计投标4次；将山西三江工程检测公司清除出铁路建设市场。央视发表评沪昆高铁偷工减料《中国高铁岂容硕鼠作祟》。